# 親軍
親軍是古代的一種軍事職務，屬禁軍分支，但有別於宋代侍衞親軍。皇帝的親軍一般由皇帝家族成員、貴族和精壯平民擔任，多負責保護和隨皇帝出征。軍隊將領也有較小規模的親軍，成員都是精銳士兵。

## 和宋代侍衛親軍分別
侍衛親軍是宋代的軍職，而親軍普遍指「保護頭目的軍隊」大量朝代皆有。所以親軍和侍衛親軍是不同的。